# Johan Lybing
Johan Lybing, född 1 juli 1886 i Lyby socken, död 21 maj 1950 i Stockholm, var en svensk apotekare.
Johan Lybing var son till lantbrukaren Per Nilsson. Han avlade mogenhetsexamen i Lund 1906, farmacie kandidatexamen 1910 och apotekarexamen 1913. Han var anställd vid apoteket i Visby stad 1913–1934 och fick 1934 privilegium på apoteket i Säters stad. Från 1941 innehade han på privilegium på apoteket Leoparden i Stockholm. Från 1944 var han även instruktionsapotekare. Lybing var amanuens vid Farmaceutiska institutet 1911–1913 och hade i Visby många uppdrag, bland annat som tillsyningsman för DBV:s botaniska trädgård under dess ombyggnad 1931–1933. Han tillhörde från 1942 centralstyrelsen i Sveriges apotekareförbund. Lybing var en intresserad medicinalväxtodlare, som 1941 belönades med Ahlbergsmedaljen för sina förtjänster inom området. Han publicerade vetenskapliga uppsatser i svenska och utländska facktidskrifter.